# Voices In My Head
"Voices In My Head" é uma canção da cantora estadunidense Ashley Tisdale, contida em seu futuro terceiro álbum de estúdio, Symptoms (2019). Foi lançado como primeiro single do disco em 8 de Novembro de 2018, através da Big Noise.